# Park Kyung
Park Kyung (hangul: 박경 (); Seúl, 8 de julio de 1992), también conocido simplemente como Kyung, es un rapero, cantante, compositor y productor discográfico surcoreano. Es miembro del grupo masculino surcoreano Block B.

## Carrera

### Pre-debut
Park Kyung comenzó su carrera como rapero junto con Zico. Utilizó el nombre artísitico Holke, que significa Caballo-K. Park Kyung debutó en 2009 con el sencillo digital "The Letter" como dúo con Zico.

### 2015:Problematic Meny "Ordinary Love"
El 27 de agosto de 2015, el programa de variedades de televisión Problematic Men anunció que Park Kyung participaría como miembro regualrmente desde el 6 de septiembre.
El 9 de septiembre de 2015, se publicó un teaser del debut en solitario de Park Kyung. Su agencia, Seven Seasons, comentó: "Park Kyung mostró un afecto y una pasión especiales al escribir y componer sus canciones en solitario. Esta será una gran oportunidad para que crezca como artista". "Ordinary Love" fue producida por el productor de jazz hip-hop surcoreano/estadounidense Kero One, y contó con la colaboración de la cantante Park Boram. El sencillo se lanzó el 21 de septiembre de 2015, logrando encabezar varias listas musicales surcoreanas en tiempo real el día de su lanzamiento, y debutó en el n.° 1 en Melon, así como en el n.° 3 en la lista digital semanal de Gaon.

### 2016: "Inferiority Complex" y “Ogeul Ogeul”
El 18 de mayo de 2016, se subió un video teaser para el próximo sencillo de Park Kyung, "Inferiority Complex", con la participación de Eunha de GFriend. El video musical y la canción se lanzaron siete días después.
Además de lanzar una canción juntos, en mayo Park Kyung y Eunha protagonizaron la segunda temporada del programa en línea Oh My God! Tip, en el que mostraron algunos consejos para manejar situaciones difíciles.
El 25 de mayo, Park Kyung lanzó el video musical de su sencillo "Inferiority Complex". Es un dueto romántico que presenta a Eunha de GFriend, y en el video musical los dos cantantes interpretan a una pareja con un pequeño problema de celos. El video incluye escenas divertidas de ellos participando en un canal de compras, y presenta muchas escenas románticas de la pareja. El sencillo ocupó el puesto número 1 en las listas de música surcoreanas.
En octubre, Park Kyung apareció en el programa Celebrity Bromance, junto con su compañero de reparto de Problematic Men, Kim Ji-seok.
El 15 de diciembre, se anunció que Park Kyung lanzaría el sencillo "Ogeul Ogeul". "Ogeul Ogeul" se lanzó por primera vez como una canción mixtape el 18 de diciembre de 2013. El título es una transcripción de la expresión coreana 오글 오글, que se refiere a la sensación de vergüenza que se experimenta cuando uno ve algo cursi.

### 2017:Notebooky "Yesterday"
El 8 de enero, Block B anunció que Park Kyung lanzaría su primer miniálbum en solitario, Notebook, el 18 de enero. El álbum contenía cinco canciones, incluidas tres que habían sido lanzadas previamente como sencillos.
Park Kyung compuso la canción "Yesterday", que fue lanzada por Block B el 6 de febrero de 2017 como un sencillo digital. La canción logró encabezar seis de las listas musicales de Corea del Sur.
También produjo la canción "Love or Not", que fue lanzada por su compañero de Block B, Taeil, el 12 de junio. La canción contó con la colaboración de Kim Se-jeong de Gugudan, y fue nominada al premio Melon Music Awards Hot Trend Award 2017. Dos semanas después, se lanzó "The Night Sky", una canción que formó parte de la banda sonora del drama The Best Shot. Park Kyung actuó en el drama, y además, también coescribió la canción.
El 31 de julio, la cadena de televisión MBC anunció que Park Kyung participaría en un nuevo programa de variedades, Mystery Rank Show 1, 2, 3, que comenzó a transmitirse el 4 de agosto. Al día siguiente, Park Kyung lanzó el sencillo digital "Wiped". Durante las vacaciones de Chuseok, Park Kyung apareció como presentador del programa anual de diplomacia pública internacional Quiz on Korea, junto con Leeteuk.

### 2018: "Don't Leave" y "Instant"
El 8 de enero de 2018, Block B lanzó el álbum Re: Montage junto con un sencillo principal titulado "Don't Leave", que fue escrito y producido por Park Kyung.
En junio de 2018, Park Kyung anunció un nuevo sencillo en solitario, "Instant", que se lanzó el 22 de junio, y en el que participó la cantante Sumin. La canción tiene ritmos funk, y con una letra que habla de cómo la tecnología moderna ha afectado a las relaciones humanas.
A principios de julio de 2018, se anunció que Park Kyung estaba produciendo un nuevo sencillo para el grupo The Boyz, que se lanzó a finales de ese mismo mes.

### 2019: “28.3 °C”
El 18 de febrero de 2019, se anunció que Park Kyung realizaría una reunión de fans en solitario llamada "28.3°C" durante los días 9 y 10 de marzo en Seúl. Las entradas para la reunión se agotaron el 25 de febrero.
En abril de 2019, se anunció que Taeil y Park Kyung realizarían dos conciertos en Seúl el 25 y 26 de mayo.
El 24 de noviembre de 2019, Park Kyung publicó un tuit, que luego fue eliminado, acusando a seis artistas de participar en "sajaegi", o la manipulación de listas, en la que un artista compra o transmite su propia música al por mayor para ubicarse más alto en las listas musicales.  Todos los artistas negaron haber manipulado las listas, y anunciaron sus intenciones de presentar acciones legales contra Park Kyung por difamación. La publicidad que rodeó el incidente llevó a varios expertos de la industria a declarar públicamente que el sajaegi estaba teniendo un impacto cada vez mayor en las listas digitales de Corea del Sur. 
El 7 y 8 de diciembre de 2019, Park Kyung realizó otra reunión de fans en solitario, esta vez llamada "28.12°C", en Seúl.

### 2020-presente: Servicio militar
En septiembre de 2020, Park Kyung recibió una multa de aproximadamente $4,000 por difamación, como resultado de publicar un tuit acusando a otros artistas de manipulación de listas.
El 14 de octubre, se anunció que Park Kyung comenzaría el servicio militar obligatorio el 19 de octubre, y serviría durante aproximadamente un año y medio. El inicio de su servicio se retrasó debido a las acciones legales en su contra.
En abril de 2022, se anunció que Park Kyung, que originalmente estaba previsto que fuera dado de baja ese mes, se había cambiado del servicio militar al servicio público por motivos de salud, lo que retrasó su baja.

## Vida personal
Él es miembro de Mensa Internacional.

### Controversia
El 20 de septiembre de 2020, una persona anónima que asistió a la escuela secundaria con Park escribió una publicación en Instagram acusándolo de cometer violencia escolar, específicamente hacia estudiantes con necesidades especiales.
El equipo de producción detrás de Knowing Bros de JTBC comunicaron que decidieron no emitir el episodio del 10 de octubre con Park Kyung luego de la controversia por acoso escolar. El 15 de octubre, un YouTuber surcoreano publicó una grabación de un ejecutivo de la agencia de uno de los artistas a los que Park había acusado de manipulación de listas, diciendo que él era responsable de publicar y revelar las acusaciones de acoso escolar.

## Discografía

### Extended plays
| Título   | Detalles del álbum                                                                                             | Posiciones más altas en los gráficos | Ventas       |
| Título   | Detalles del álbum                                                                                             | COR                                  | Ventas       |
| -------- | --- | ------------------------------------ | ------------ |
| Notebook | - Fecha de lanzamiento: 18 de enero de 2017 - Etiqueta: Seven Seasons, CJ E&M - Formatos: CD, descarga digital | 5                                    | - COR: 9,248 |

### Sencillos
| Título                                                                                       | Año  | Posiciones más altas en los gráficos | Ventas         | Álbum                       |
| Título                                                                                       | Año  | COR                                  | Ventas         | Álbum                       |
| -------------------------------------------------------------------------------------------- | ---- | ------------------------------------ | -------------- | --------------------------- |
| "Ordinary Love" (보통연애 ()) (con Park Boram)                                               | 2015 | 3                                    | - COR: 930,149 | Notebook                    |
| "Inferiority Complex" (자격지심 ()) (con Eunha de GFriend)                                   | 2016 | 3                                    | - COR: 888,848 | Notebook                    |
| "Ogeul Ogeul" (오글오글 ())                                                                  | 2016 | 20                                   | - COR: 110,325 | Notebook                    |
| "When I'm With You" (너 앞에서 나는 ()) (con Brother Su)                                     | 2017 | 36                                   | - COR: 67,512  | Notebook                    |
| "Memories" (잔상 ()) (con Yoon Hyun-sang)                                                    | 2017 | 87                                   | - COR: 24,528  | Notebook                    |
| "Wiped"                                                                                      | 2017 | 98                                   | - COR: 26,672  | Space Oddity Project Vol. 1 |
| "Instant" (con Sumin)                                                                        | 2018 | —                                    | —              | Sencillos sin álbum         |
| "Gwichanist"                                                                                 | 2019 | —                                    | —              | Sencillos sin álbum         |
| "To Love Only Once" (사랑을 한 번 할 수 있다면 ()) (con J Rabbit)                            | 2019 | 124                                  | —              | Sencillos sin álbum         |
| "Refresh" (con Kang Min-kyung de Davichi)                                                    | 2020 | 95                                   | —              | Sencillos sin álbum         |
| "—" denota lanzamientos que no aparecieron en las listas o que no se lanzaron en esa región. |      |                                      |                |                             |

### Apariciones en bandas sonoras
| Título                                                                                       | Año  | Peak chart position | Álbum                 |
| Título                                                                                       | Año  | COR                 | Álbum                 |
| -------------------------------------------------------------------------------------------- | ---- | ------------------- | --------------------- |
| "The Night Sky" (밤하늘 ())                                                                  | 2017 | —                   | Hit the Top OST       |
| "Lucid Dream"                                                                                | 2019 | —                   | Guilty Secret OST     |
| "Goin' Crazy" (con Ravi)                                                                     | 2019 | —                   | Melody Bookstore OST  |
| "Ddingdong" (띵동 ())                                                                        | 2020 | —                   | Welcome OST           |
| "See Saw" (con Seola de WJSN)                                                                | 2020 | —                   | Backstreet Rookie OST |
| "—" denota lanzamientos que no aparecieron en las listas o que no se lanzaron en esa región. |      |                     |                       |

## Filmografía

### Dramas
| Año  | Título         | Papel    | Notas     |
| ---- | -------------- | -------- | --------- |
| 2016 | Oh My God! Tip | Él mismo | Drama web |

### Programas de variedades
| Año       | Título               | Difusión     | Notas               |
| --------- | -------------------- | ------------ | ------------------- |
| 2012-2013 | 1 vs. 100            | KBS          | con Zico            |
| 2015-2019 | Problematic Men      | tvN          | Miembro del reparto |
| 2016      | Celebrity Bromance   | Naver TVCast | con Kim Ji-seok     |
| 2017      | Ranking Show 1, 2, 3 | MBC          | Panelist            |
| 2017      | Quiz on Korea        | KBS          | MC, con Leeteuk     |
| 2018      | King of Mask Singer  | MBC          | Concursante         |
| 2018      | 1 vs. 100            | KBS          | The One (ganador)   |
| 2019      | Help Me! Homes       | MBC          | Miembro del reparto |
| 2019      | Rewind               | Channel A    | Miembro del reparto |
| 2019      | Melody Bookstore     | JTBC         | Miembro del reparto |
| 2020      | Oh! My Part, You     | MBC          | Panelista           |

### Programas de radio
| Fecha | Nombre         | Difusión |
| ----- | -------------- | -------- |
| 2019  | Dreaming Radio | MBC FM4U |

### Videos musicales
| Año  | Título                                        | Álbum             | Director       |
| ---- | --------------------------------------------- | ----------------- | -------------- |
| 2015 | 보통연애 (Ordinary Love)                      | Notebook          | Tiger Cave     |
| 2016 | 자격지심 (Inferiority Complex)                | Notebook          | Vikings League |
| 2017 | 너 앞에서 나는 (When I'm With You)            | Notebook          | Digipedi       |
| 2017 | Wiped                                         | -                 | FantazyLab     |
| 2018 | INSTANT                                       | -                 | Tiger Cave     |
| 2019 | Gwichanist                                    | -                 | Desconocido    |
| 2019 | 사랑을 한 번 할 수 있다면 (To Love Only Once) | To Love Only Once | Desconocido    |

## Premios y nominaciones
| Año  | Premios/Críticos        | Categoría                         | Trabajo nominado                             | Resultado |
| ---- | ----------------------- | --------------------------------- | -------------------------------------------- | --------- |
| 2015 | 25th Seoul Music Awards | Premio Bonsang                    | "Ordinary Love" (con Park Bo-ram)            | Nominado  |
| 2015 | 25th Seoul Music Awards | Premio a la popularidad           | "Ordinary Love" (con Park Bo-ram)            | Nominado  |
| 2016 | Melon Music Awards      | Rap/hip hop                       | "Inferiority Complex" (con Eunha de GFriend) | Nominado  |
| 2016 | Mnet Asian Music Awards | Mejor colaboración                | "Inferiority Complex" (con Eunha de GFriend) | Nominado  |
| 2016 | Mnet Asian Music Awards | Canción del año de HotelsCombined | "Inferiority Complex" (con Eunha de GFriend) | Nominado  |
| 2017 | 31st Golden Disk Awards | Daesang digital                   | "Inferiority Complex" (con Eunha de GFriend) | Nominado  |